# 嘉峪関駅
嘉峪関駅（かよくかんえき、中文表記: 嘉峪关站、正体字: 嘉峪關站）は中華人民共和国甘粛省嘉峪関市前進街にある中国鉄路総公司蘭州鉄路局が管轄する駅である。

## 駅構造
単式ホーム1面、島式ホーム1面を持つ地上駅で、2つの貨物扱い設備とヤードを併設する。

## 所属路線
- 中国鉄路総公司
  - 蘭新線：蘭州駅起点より770km、ウルムチ南駅終点まで1122km
  - 嘉鏡線：本駅起点、鏡鉄山駅終点まで74km

## 利用状況
本駅は蘭新線、嘉鏡線の旅客、貨物を扱う一等駅であり。2009年6月現在、一日に発着する旅客列車は57本で、嘉鏡線の2往復を含めて8本の始発列車がある。

## 駅周辺
- 鉄道賓館
- 長頭商場
- 心悦餐庁
- 迎賓招待所
- 嘉峪関鉄路駅工宿舎
- 站前旅館
- 金龍旅行社
- 嘉峪関 駅から北西に数キロ行ったところにある。

## 歴史
- 1956年 - 北大河駅として開業した。
- 年月日不詳 - 嘉峪関駅に改名した。
- 1969年9月 - 四等駅から二等駅になった。
- 1993年6月3日 - 二等駅から一等駅になった。

## 隣の駅
中国鉄路総公司
蘭新線
酒泉駅 - 文殊駅（五等駅） - 嘉峪関駅 - 大草灘駅（五等駅）- 黒山湖駅（五等駅） - 玉門駅
嘉鏡線
嘉峪関駅 - 緑化駅